# Comuna Step-Soci, Orhei
Comuna Step-Soci este o comună din raionul Orhei, Republica Moldova. Este formată din satele Step-Soci (sat-reședință) și Budăi.

## Demografie
Conform datelor recensământului din 2014, comuna are o populație de 2.095 de locuitori. La recensământul din 2004 erau 2.403 locuitori.

## Administrație și politică
Componența Consiliului local Step-Soci (11 consilieri), ales la 5 noiembrie 2023, este următoarea:
|  | Partid                                | Consilieri | Componență | Componență | Componență | Componență | Componență | Componență |
|  | ------------------------------------- | ---------- | ---------- | ---------- | ---------- | ---------- | ---------- | ---------- |
|  | Partidul Acțiune și Solidaritate      | 6          |            |            |            |            |            |            |
|  | Partidul „Renaștere”                  | 4          |            |            |            |            |            |            |
|  | Partidul Liberal Democrat din Moldova | 1          |            |            |            |            |            |            |